# Невена Ристић
Невена Ристић (удато Вукес; Крагујевац, 2. јун 1990) српска је глумица.
Завршила је Другу крагујевачку гимназију. Дипломирала је глуму на Факултету драмских уметности у Београду 2012. године у класи проф. мр Гордане Марић с представом Тре сореле по тексту Стевана Копривице, док је мастер студије из области глуме на истом Универзитету завршила 2014. године с представом Мали Принц. Тренутно игра у позоришту Бошко Буха у Београду у представама У страху су велике очи, режија Милана Караџића и Мали принц. Глумила је у неколико домаћих ТВ серија и филмова. Удата је за хрватског певача Марка Вукеса са којим је 15. децембра 2019. године објавила песму Једно друго имамо у издању Кроација рекордса.

## Филмографија

### Телевизијске улоге
- Прваци света као новинарка Невена Вујошевић (2016)
- Ватре ивањске као Ана Колар (2014—2015)
- Војна академија као Биса Томић (2012—2014)
- Принудно слетање (2012)
- Цват липе на Балкану као Вера Инда Кораћ (2011—2012)
- Швиндлери као Даринка Кирић (2019)

### Филмске улоге
- Мотел као Ана (2017)
- Небо изнад нас као Ивана (2015)
- Други Христов долазак као Алина (2015)
- Mirroring (2013)
- Маријина епизода као Марија (2014)
- Опроштај анђела као Ана (2014)
- The Piano Room као Нина (2013)
- Где је Нађа? као девојка код моста (2013)
- као Lefty (2013)
- као Ивана (2012)
- Октобар (2011)